# Himle Herred
Himle Herred var et herred i Halland. Det var opdelt i 13 sogne. Der er flere teorier om navnets oprindelse

## Sogne
I Varbergs kommun:
- Grimeton sogn
- Gødestad sogn
- Hunnestad sogn
- Lindberg sogn
- Nøsslinge sogn
- Rolfstorp sogn
- Skællinge sogn
- Spannarp sogn
- Stamnared sogn
- Torpa sogn
- Træsløv sogn
- Tvååker sogn
- Valinge sogn